# فازية دحلب
فازية دحلب (ولدت في 25 يناير 1967) هي سياسية جزائرية وتشغل منصب وزارة البيئة وجودة الحياة منذ 16 مارس 2023.